# James J. Collins

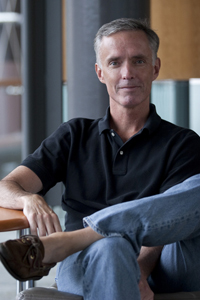
James Collins (2009)

James Joseph „Jim“ Collins (* 26. Juni 1965 in New York City) ist ein US-amerikanischer Medizin- und Bio-Ingenieur.
Collins studierte am College of the Holy Cross mit dem Bachelor-Abschluss in Physik 1987 (als Bester seiner Universität) und wurde 1990 an der University of Oxford als Mediziningenieur promoviert. Danach wurde er Assistant Professor und später Professor für Biomedizinisches Ingenieurwesen an der Boston University. Er ist dort heute William F. Warren Distinguished Professor und zusätzlich Professor für Medizin und Ko-Gründer und Ko-Direktor des Center for Synthetic Biology 2008 wurde er außerdem Forscher am Howard Hughes Medical Institute.
Collins ist ein Pionier der Synthetischen Biologie und Systembiologie. Er fand Wege, Bakterien (und zum Beispiel Bakteriophagen) so umzuprogrammieren, dass sie vorgegebene Aufgaben erfüllen. Er konstruierte Gen-Netzwerke in Zellen, genetische Schalter, RNA-Schalter, genetische Zähler, Riboregulatoren.
Er identifizierte mit diesen Methoden einen allen Antibiotika gemeinsamen oxidativen Schadensmechanismus in Bakterien, was einen Weg aufzeigte, die Wirkung dieser Antibiotika zu verstärken, indem an den entsprechenden Reparaturmechanismen der Bakterienzelle angesetzt wird. Er fand auch, dass die Mutationen aufgrund freigesetzter Radikale bei nicht-tödlichen Antibiotikadosen die Antibiotika-Resistenz fördern.
Außerdem führte er grundlegende Arbeiten zur Dynamischen Systemtheorie in der Biologie aus. Er zeigte, dass Rauschen die Sensorwahrnehmung verstärken kann. Als Anwendung entwickelte er spezielle Sohlen, die die Füße stimulieren um zum Beispiel älteren Personen in der Aufrechterhaltung des Gleichgewichts zu unterstützen.
Er erhielt einen Pioneer Award des Direktors der National Institutes of Health und 2003 eine MacArthur Fellowship. Er ist Mitglied der National Academy of Engineering, der American Academy of Arts and Sciences, des Institute of Medicine der National Academies und der National Academy of Inventors. Außerdem ist er Fellow der American Physical Society und des Institute of Physics. 2014 wurde er in die National Academy of Sciences gewählt und erhielt den HFSP Nakasone Award. Für 2017 wurde ihm der Gabbay Award zugesprochen, für 2020 der Max Delbruck Prize der American Physical Society und der Dickson Prize in Medicine der University of Pittsburgh, 2025 der John J. Abel Award. Ebenfalls 2025 wurde Collins Mitglied der Academia Europaea.
Collins ist wissenschaftlicher Berater verschiedener Firmen, die seine Erfindungen produzieren.